# Terrier irlandez
Irish Terrier este numele unei rase de câini.

## Generalități
Este un câine care aparține grupului de terrieri. Au fost crescuți, la origini, pentru vânătoare, fie că era vorba de animale mai mari, fie de micii dăunători de la sol.
Scurt istoric: Este o rasă veche irlandeză înrudită cu Fox Terrierul cu păr sârmos. În timpul celui de-al doilea război mondial a fost mult folosit ca mesager. De-a lungul timpului a fost atent selecționată pentru a se forma Terrierul Irlandez de astăzi.Standardele i-au fost atribuite la începutul secolului 20. 
Înălțime: 45-48 cm
Greutate: 11-12 kg
Acum este mult folosit pentru pază și ca animal de companie. Este de asemenea un bun vânător de iepuri și vidre.

## Galerie foto

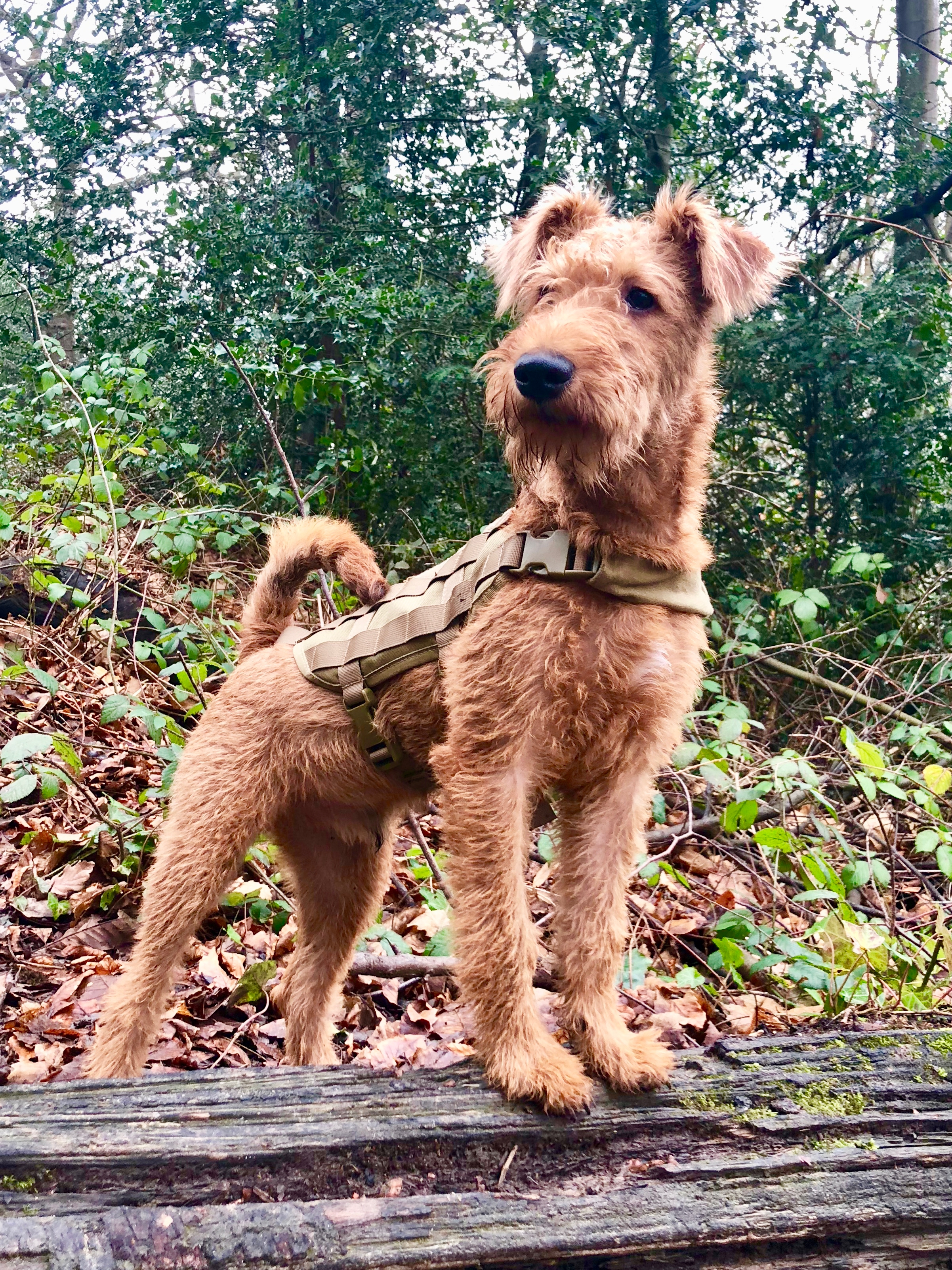
Terrier irlandez
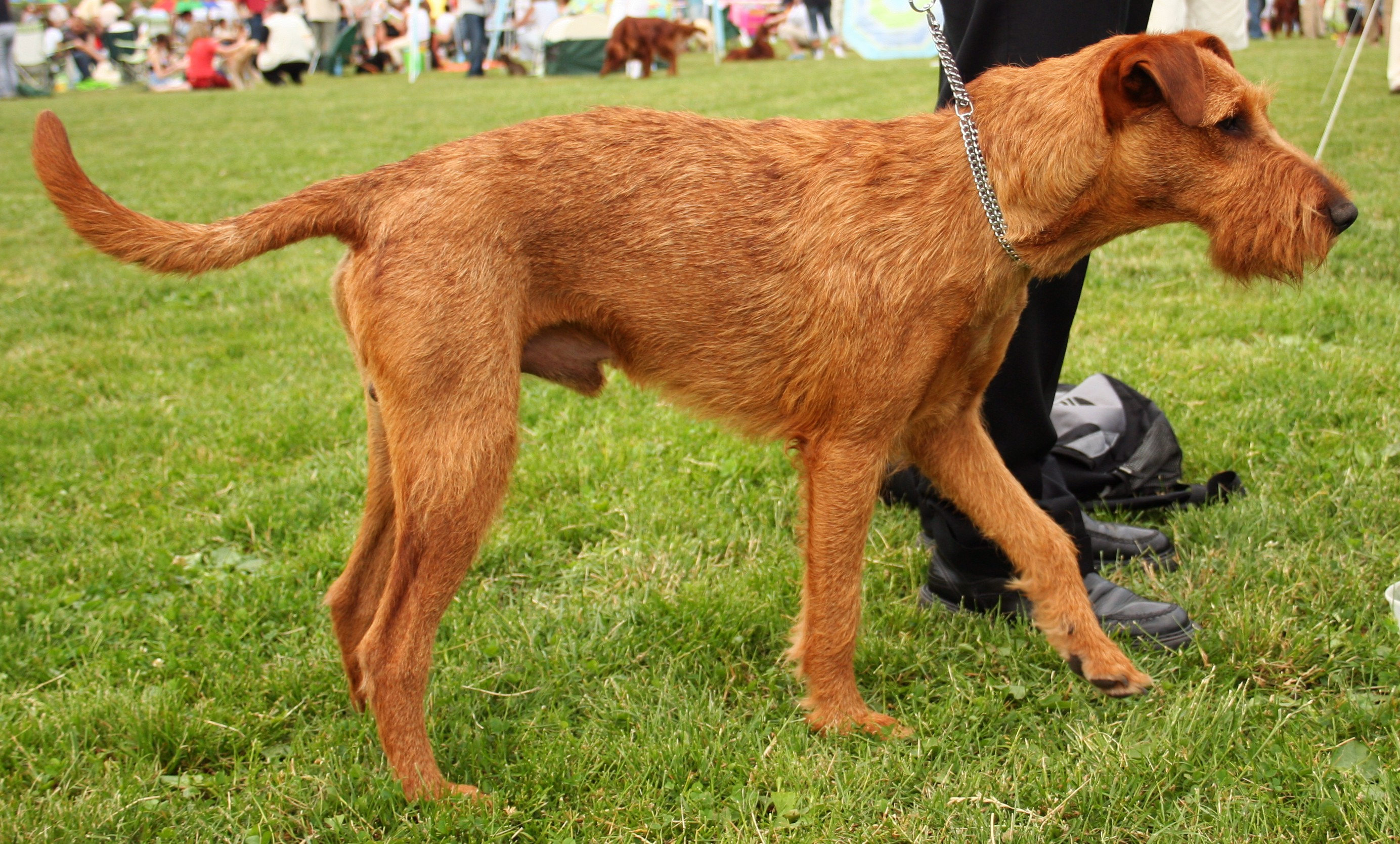
Terrier irlandez
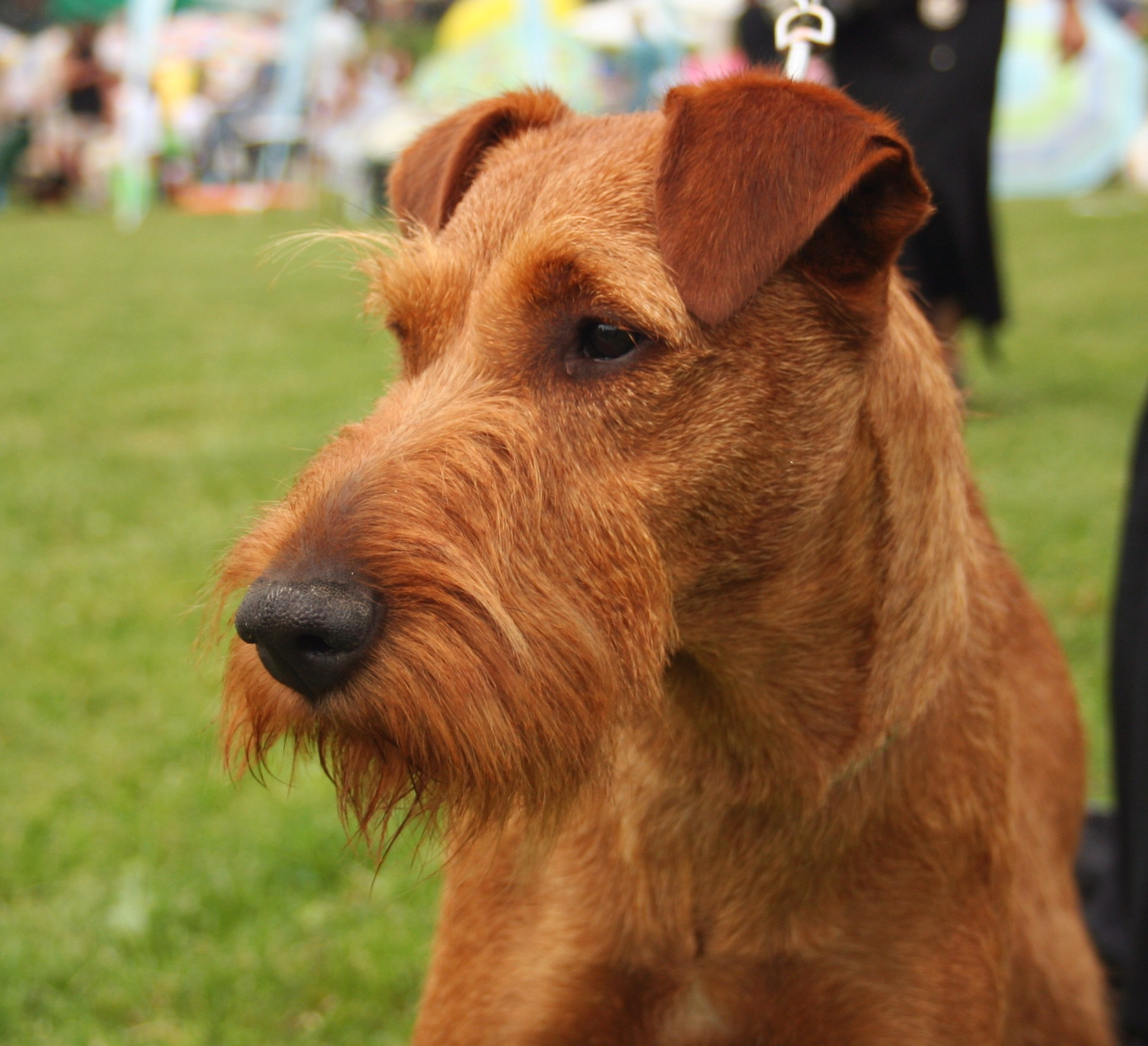
Terrier irlandez
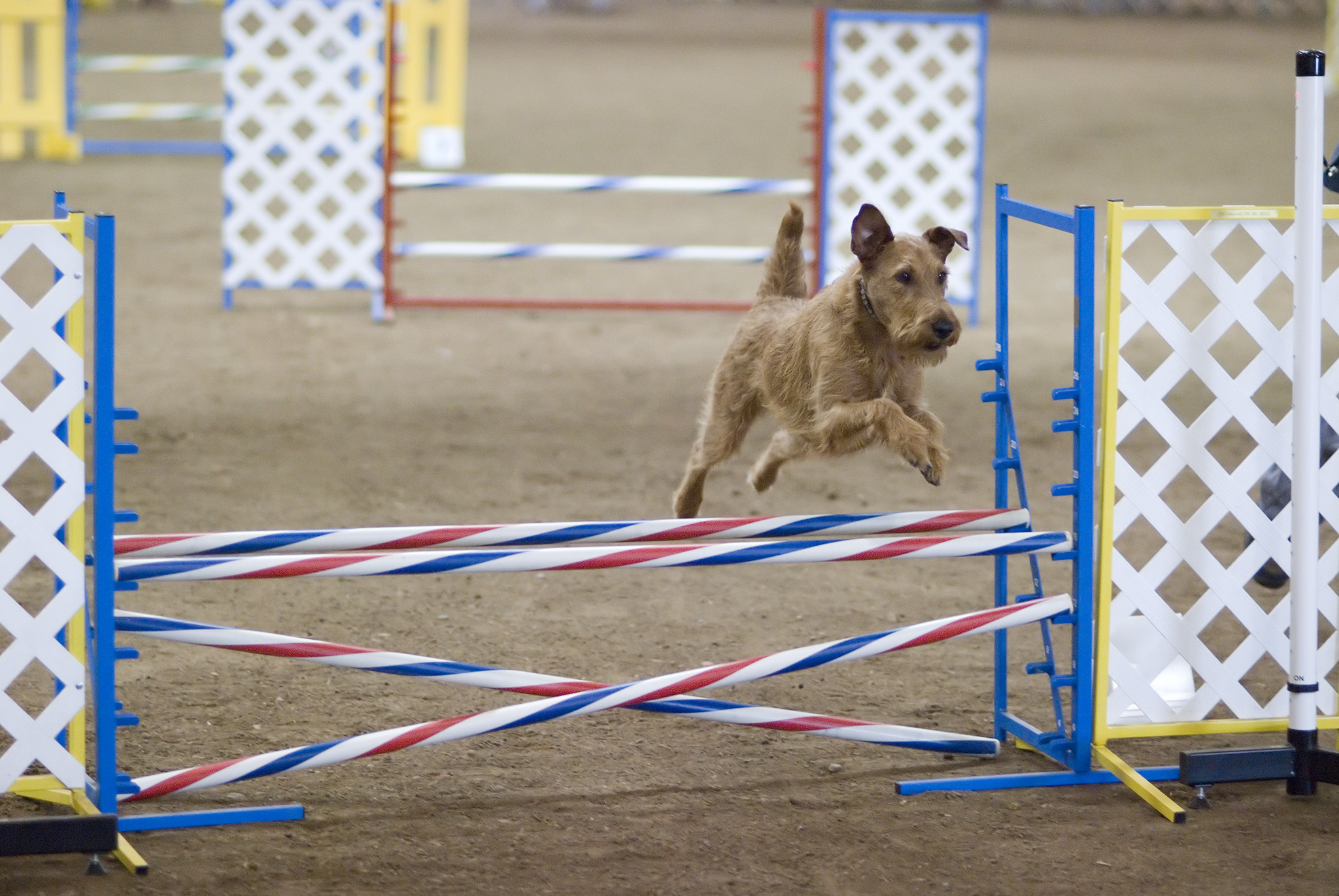
Într-un salt de agilitate
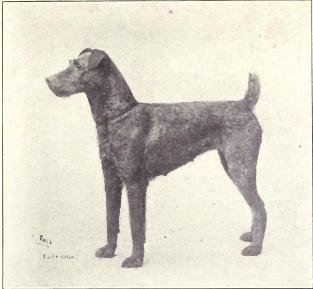
Terrier irlandez în jurul anului 1915
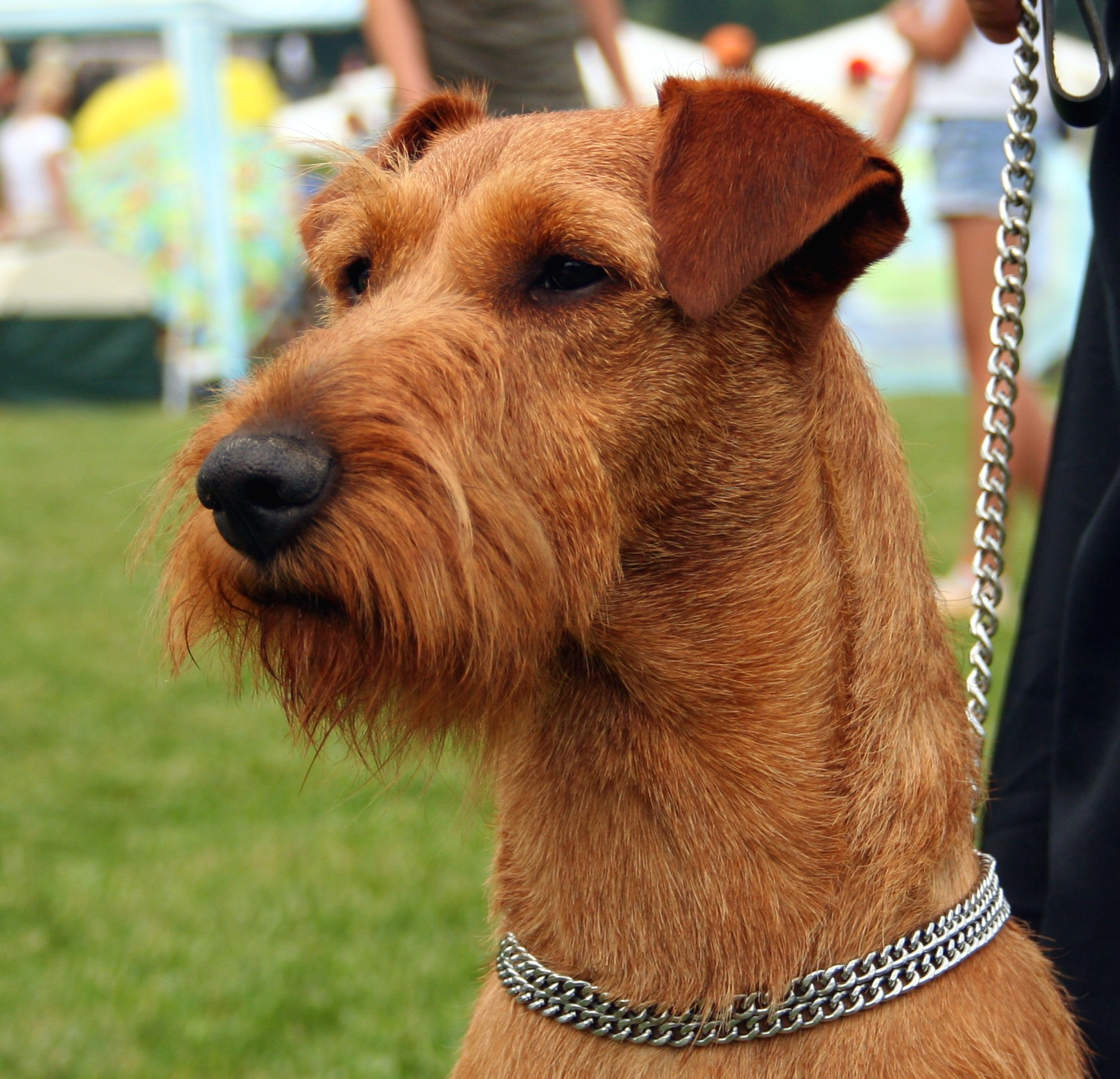
Terrier irlandez
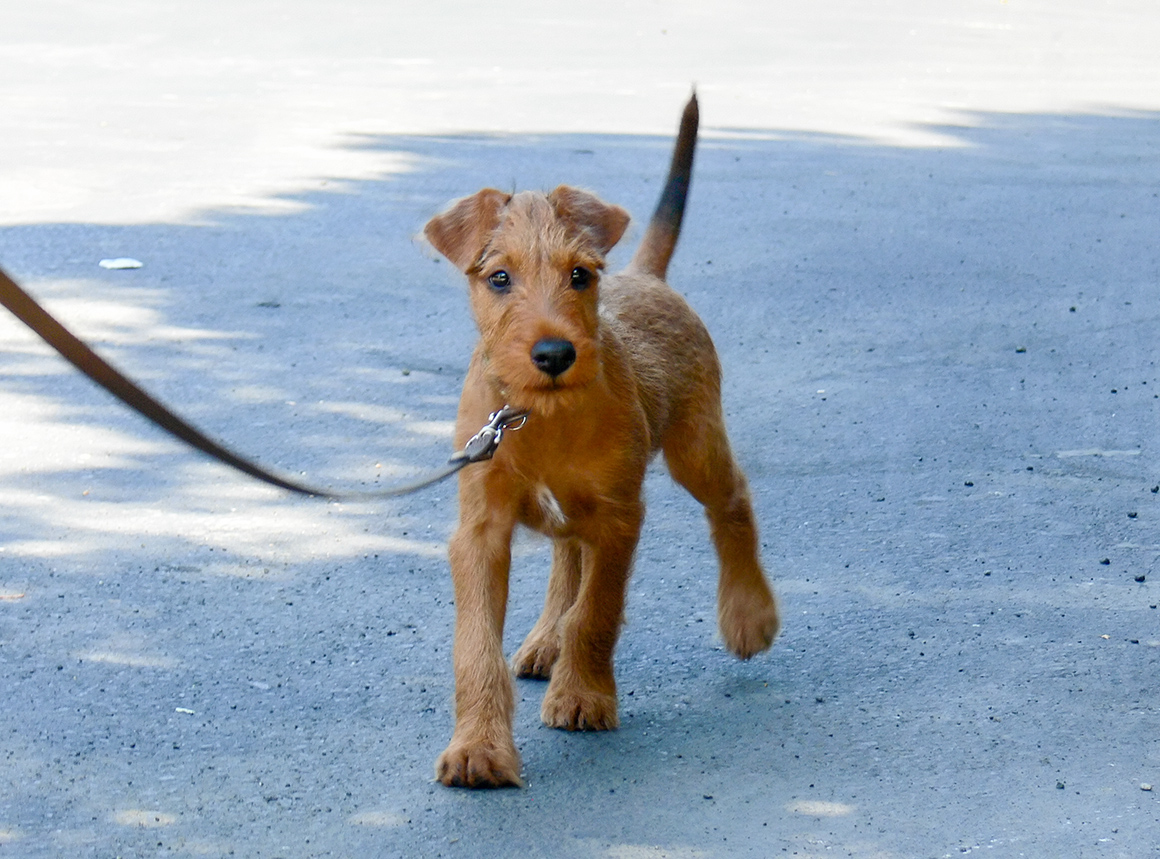
Tânăr Terrier irlandez